# 李秀満
李 秀満（イ・スマン、이수만、1952年6月18日 - ）は、韓国の男性シンガーソングライター、司会者、エンターテインメントプロデューサー、実業家である。ソ・テジが大衆歌手的側面でKポップの始まりだとすれば、イ・スマンは企画者的側面でK-POP（アイドルダンス）音楽の第一人者だと見ることができる。
1970年代後半にフォークシンガーとしてスターダムにのし上がり、1980年代後半から1990年代前半まではテレビ司会者やラジオDJとして数多くの番組を担当。その後、1995年にレコード会社兼芸能プロダクションのSMエンタテインメントを設立した。

## 略歴

### 歌手デビュー
1952年に韓国ソウルで生まれ、エリート校として知られる景福（キョンボク）高等学校からソウル大学校農科大学（のちの農業生命科学大学）に進学して喫茶店で歌のアルバイトをしていた1971年に、実兄の紹介で実兄が所属する韓国航空大学校の学生バンド「ファルジュロ」（滑走路）にギターを教えに来ていたペク・スンジンと知り合い、2人でフォークデュオ「サウォル・グァ・オウォル」（4月と5月）を結成し、テレビ出演などで知名度を上げて、翌1972年にレコード･デビューを果たした。
当時フォークソングといえば国外歌手のカバー曲ばかりのなか、朝鮮語詞の自作曲で勝負を賭けた「サウォル・グァ・オウォル」は、ヒット曲を連発して人気グループとなったものの、李はデビュー直前に胸膜炎を病み脱退していたため、その成功を享受することはなく、脱退後はソウル大農科大学の2年生のみで構成する学生バンド「サンド・ペブルス」の第2期に参加し、ボーカルとして1年間活動した。
その後、1974年にペク・スンジンと今度は6人組フォークロック・バンド「トゥルゲドゥル」（野良犬達）を結成し、そこでリード･ボーカルとベースを引き受けるも、このバンドでのレコード･デビューは叶わず、以後しばらくは「オリエント・プロダクション」に身を寄せて音楽活動を続けていたが、1975年末に同プロダクションが「大麻草波動」で大打撃を受けてしまい、ほどなく「地球（チグ）レコード」へと移籍をした。

### 歌手としての成功と米国への留学
翌1976年、韓国歌謡界は大麻草波動によって荒廃の一途を辿っていたが、その中で李は「幸福」（ヘンボク）や「一輪の夢」（ハンソンイ クム）などのフォークソングでヒットを飛ばして一躍人気歌手となり、同年「MBC10大歌手歌謡祭」の新人歌手賞を受賞すると、翌1977年には同賞の10大歌手に選出される栄誉を得た。また歌手業だけでなく、人気バンドを次々と輩出して韓国歌謡界に新たな潮流をもたらした「MBC大学歌謡祭」の進行役を1977年の第1回から4年連続で担当して高い評価を得るなど、司会者としても活躍した。
1980年には、「イ・スマン・グァ・365イル」（イ・スマンと365日）というバンドを結成して、当時韓国では創始期であったハードロックに挑戦するなど、新境地を開拓する意欲も見せていたが、その直後に全斗煥政権が実施した言論統廃合に失望して、芸能活動をたたみ自国を離れることを決断。翌1981年、かつて思い描いていたエンジニアへの夢を胸に米国へと旅立ち、カリフォルニア州立大学ノースリッジ校の大学院に入学した。

### レコード制作者の道へ
半ば音楽を捨てて米国の地にやって来た李はロボット工学を専攻して学問に勤しんでいたが、ちょうど渡米と同じ年に放送が開始されたMTVに新しい音楽の時代を感じて、次第に米国のエンターテインメントを韓国で再現することを夢見るようになり、1985年に修士号を取得するとすぐに帰国して、芸能活動を再開した。復帰後は歌手よりもラジオ番組のパーソナリティーやテレビ番組の司会者として活躍し、馬のように面長だという共通点から歌手の李文世（イ・ムンセ）やユ・ヨルとともに「馬三（マサム）トリオ」の愛称で韓国の大衆から人気を得たが、その一方で当時まだ珍しかったコンピュータミュージックに挑戦してソウル・梨泰院のディスコでDJをしたり、仁川の観光地・月尾島で「ヘミングウェイ」というカフェを経営したりして2億ウォンを貯め、それを元手に1989年、SMエンタテインメントの前身となる「SM企画」を設立し、レコード制作業を始めた。
この「SM企画」で李はダンスシンガーのヒョン・ジニョン、フォークシンガーのハン・ドンジュン、R&Bシンガーのユ・ヨンジンらをプロデュースするが、なかでも約2年の育成期間を経て1990年にデビューさせたヒョン・ジニョンは、韓国でいち早くラップ･ミュージックを披露して一躍アイドル･スターへと成長し、これによって李は音楽プロデューサーとして初めての成功を得た。
この頃の李は破格のギャランティーを提示されるほどテレビ司会者として引っ張りだこで、温和で機知に富んだ語り口で青少年を中心に高い人気を集めていたが、1995年に「SM企画」を「SMエンタテインメント」として法人化させ、翌1996年にデビューしたアイドルグループ「H.O.T.」を成功させてからは音楽プロデュースや会社運営に専念し、これ以後、同じくアイドルグループのS.E.S.、神話、フライ・トゥ・ザ・スカイ、BoA、東方神起、SUPER JUNIOR 、少女時代、SHINee、f(x)、EXO、Red Velvet、NCT、aespaらをスターに育て上げた。この功績から、2005年には韓国の時事週刊誌「時事ジャーナル」の「韓国芸能界で最も影響力のある人物」に選出されるとともに、韓国芸能芸術協会主催の大韓民国芸能芸術賞において「芸能芸術発展の姿」賞を受賞している。
2020年には、 ブロックベリー・クリエイティブ に所属する今月の少女のミニアルバム「＃」「12:00」のプロデュースを手がけた。他の事務所の歌手のアルバムに参加したことは異例のことだった。今月の少女が、SM所属グループであるNCT 127の曲『Cherry Bomb』のダンスカバーを2019年5月に発表し、この動画を見て可能性があると判断したのがきっかけだった。
2021年5月にはアメリカの大手制作会社MGM Worldwide Televisionマークバーネット(Mark Burnett)プロデューサーと共にNCT-Hollywoodのローンチのため、アメリカオーディションプログラムを発表した。
2022年2月には、世界最大の仮想資産取引所であるバイナンスとメインネット、NFT、ファンド造成などブロックチェーン分野の包括的パートナーシップに関する業務協約(MOU)を締結、李プロデューサーが創案した概念であるPlay2Createでブロックチェーン基盤参加型創作文化先導及び収益モデルを提示した。

### LAに「SM ENTERTAINMENT SQUARE」が誕生
2020年10月28日（現地時間）、SMエンタテインメントとイ・スマン総括プロデューサーがK-POPブームを巻き起こし、グローバル音楽市場で輝かしい成果を成し遂げ、韓国文化を知らせることに貢献した功労を称えるため、米国ロサンゼルス（LA）中心部である6番街とオックスフォードアベニュー交差点を「SM ENTERTAINMENT SQUARE」と命名し、2022年4月28日には正式に表示板が設置され、イ・スマン総括プロデューサーを「韓流とグローバルK-POP現象のパイオニア」と紹介した。

### 経営権紛争とSM退社
2023年経営権紛争が起こり、自身のほとんどのSM株をHYBEに売った。しかし、(自身と繋がりのある)HYBEもSMの買収に失敗し、事実上創業者がSMから追い出されることになった。これは本人が立てた外部企業にSMがプロデュースを任せて巨額のお金を与え、イ・スマンもプロデュース費用を受け取る形式に多くのSM株主が不満を感じていたため、結局この問題を正すという名分でSMの買収戦に飛び込んだカカオエンターテインメントと力を合わせたSM内部経営陣にイ・スマンが押されたわけだ。
以後メディアを通じてSMの一時代が締め切られたことと本人はグローバル音楽の道に依然として苦心しているというメッセージとともに事実上の引退宣言をした。

## 人物
家族・親類
本貫は全州李氏。既婚で息子が2人いる。このほか、姪（兄の娘）にアイドルグループ「少女時代」のサニー（本名：イ・スンギュ）がいる。
友人・知人
現代自動車代表理事社長（1999年 - 2001年）、第17代国会議員（2004年 - 2008年、ウリ党・大統合民主新党・統合民主党所属）、ウリ党議長秘書室長（2006年 - 2007年）を務めた李啓安（イ・ゲアン）は、高校時代からの友人。また、1980年代に共に「馬三トリオ」と呼ばれた歌手の李文世（イ・ムンセ）やユ・ヨルとは、芸能活動を止めた以後も家族ぐるみで旅行に行くほどの仲だという。このほか、SM社のライバルであるJYPエンターテインメントの創業者であるパク・ジニョンとは度々会う機会を設け、パク曰く牽制することもなく親身に経営の相談に乗っているという。
株式資産
2018年4月6日放送された番組「様々トークショー」で紹介された、韓国芸能関係者の株式保有資産ランキングによれば、李は1559億ウォン（約156億円）で1位だった。ただ、2020年代基準パン・シヒョクなどに押されて1位ではない。ちなみにイ・スマンが2023年HYBEに約14%のSM株を売った当時受けた金額が約4300億ウォンだった。そしてイ・スマンはまだ3％程度のSM株がさらに残っている。
評価
経営者としては、先んじて韓国音楽を国外に輸出し成功させた点が高く評価されているが、その一方で音楽プロデューサーとしては、商業的な思惑によって独創性を欠いた「作られた歌手」を生み出したとの評価もある。
このような評価に対して、李は「そのような歌手には需要があるのだから受け入れるべき」と反論しているが、李自身は「作られた歌手」を特別好んでいるという訳ではないようで、SMエンタテインメントからデビューしながら珍しく「作られた歌手」ではないフォークシンガーのチュ・ガヨルは、自らをスカウトしてくれた李について「私と同じフォークシンガーだったので、BoAや東方神起らを育てているなかで物寂しさを感じていたようだ」と語っている。李は、プロデューサーとして2000年開催したH.O.Tの中国北京コンサートを皮切りに、韓流の先駆者的な役割を果たしていて、最近はBoA・東方神起だけでなく、EXOやNCTなど、全世界を舞台として活動するアーティストを成長させている。
実際Kポップ拡散にはヤン・ヒョンソク、パク・ジニョン、パン・シヒョクなどイ・スマン以外に一部プロデューサー、ビジネスマンと多くのアイドル歌手たちのボールがあるためイ・スマンがすべてのボールを占めることはできないが、イ・スマンのSMが初めて複数の試みをしたのは事実であり、依然として業界で影響力を行使しているという点で評価できる。
海外進出の動機
SMエンタテインメントが歌手の海外進出に積極的な理由について李は、「私は国内だけで有名な歌手というのがとても残念でした。私が有名だったときにはアメリカではエルトン・ジョンが、全世界的に有名でしたし、日本では西城秀樹が有名でした。私は今回、S.E.S.のおかげで西城秀樹を隣で見ましたけどね。うれしかったですね（笑）。私が韓国で有名だった頃は、韓国でも西城秀樹のファンはとても多かったです。ですが、日本では私のファンはいませんでしたよね。中国にもいませんでした。ですから全世界までもは無理だとしてもアジアだけでも知られればそれはそれで幸福なことだし、そしてそれは国家的な経済にもつながることですよね。ハリウッドを見ながらいつも思っていました。韓国も良いスターが育てば、全世界に有名になるだろうに。私達の品物も、もしくは私達も売れると思うんだけどなあ。なぜ国家ではやらないんだろう。じゃあ私がやらなくては。歌手の時にこういう考えを持っていたんです。今その夢を少しずつ実現しているような気がします。と語っている。
西城秀樹ファン
前述のように、西城秀樹のファンであることを公言している。昔の韓国では、日本大衆文化の流入が禁止されていたが、「日本に近い釜山ではテレビの電波が受信できる。西城さんの番組を見るために、わざわざ釜山まで行った覚えがある」とも語っている。
経営者としての金銭感覚
自社より高額の契約金を提示する他のプロダクションに所属タレントが引き抜かれていることを許している点に関して、李は時事週刊誌のインタビューで「営利企業は利益を追求することが目的であるため、タレントが利益をむしばむほどの対価を求める行為を許容することはできないし、実際それを無視して引き抜きをして成功したという企業は見たことがない」旨答えたことがある。このような考え方は歌手時代から変わっていないようで、1976年に地球レコードへ移籍してヒットを飛ばした際、歌手は皆少しでも売れるとすぐに分け前を要求するのに李は何も言って来ないことから、不思議に思った地球レコードの社長が訳を尋ねたところ、李は「もう契約通りの額はもらっている」とだけ答え、これに社長がいたく感心して褒美を出したという逸話も残っている。

## ディスコグラフィ

### ソロ名義のアルバム
- ネ チンジョン タンシヌル/ヘンボク - 내 진정 당신을/행복（私の真心あなたに/幸福） （1977年、JLS-1201267）
- マウム/マルチョム ヘジョヨ - 마음/말 좀 해줘요（心/話してよ）（1978年、S가-8054）
- エチャン コクジプ - 애창 곡집（愛唱曲集）（1978年、JLS-1201402）
- グレイテスト - Greatest （1980年、UL-814）
- ヘンボク/ハンソンイ クム/モドゥンゴッ クンナン ティ - 행복/한송이 꿈/모든것 끝난뒤（幸福/一輪の夢/すべて終わった後） （1983年、SIS-830218）
- キダリヌン ナ/トラワ - 기다리는 나/돌아와（待つ私/戻ってきて） （1985年、HC-200251）
- クッチ オムヌン スンガン/フトジン ヤクソク - 끝이 없는 순간/흩어진 약속（終わりなき瞬間/散った約束） （1986年、ALS-1385）
- ニュー・エイジ - New Age （1987年、ALS-1390、1989年にCD化〈ACD-080〉）
- ニュー・エイジ2 - New Age 2 （1989年、HC-200428）

### グループ名義のアルバム
- サウォル・グァ・オウォル
  - オアシス・フォーク・フェスティバル1 - Oasis Folk Festival Vol.1 （1972年、OL-1077）[注釈 5]
- イ・スマン・グァ・365イル（イ・スマン・グァ・サムベク ユクシボーイル）
  - イ・スマン・グァ・365イル - 이수만과 365일 （1980年、UL-80048）

## 出演
以下のうちテレビとラジオは、すべて司会ないしパーソナリティーを担当した番組である。

### テレビ
- MBC大学歌謡祭 - MBC대학가요제 （1977年 - 1980年・1991年 - 1993年・1998年、MBC）
- MBC江辺歌謡祭 - MBC강변가요제 （1985年・1988年 - 1990年、MBC）
- 火曜日に会います - 화요일에 만나요 （1986年 - 1987年、MBC）
- 芸能街中継 - 연예가중계 （1986年、KBS第2）
- 若さはいっぱいに -젊음은 가득히 （1987年 - 1989年、MBC）
- 新婚は美しい - 신혼은 아름다워 （1990年 - 1992年、KBS第2）
- おしゃべりショー出会い - 이야기 쇼 만남 （1992年 - 1994年、MBC）
- 日曜日日曜日夜に - 일요일 일요일 밤에 （1994年 - 1995年、MBC）
- イベント出会い - 이벤트 만남 （1994年、MBC）
- 瞬間捕捉 あなたが特ダネ - 순간포착, 당신이 특종 （1994年 - 1995年、SBS）
- TV電波王国 - TV 전파왕국 （1995年 - 1996年、SBS）
- イ・スマン・ショー - 이수만 쇼 （1995年 - 不詳、現代放送）
- 生放送「朝」 - 생방송 아침 （1996年 - 不詳、MBC）
- ドバイ「Sabah Al Arabiya Morning Show」特別インタビュー（2022年4月）
- CNBC ASIA「THE CNBC CONVERSATION」インタビュー（2022年11月）

### ラジオ
- ビバ・ポップス - 비바 팝스 （1970年代後半、TBCラジオ〈AM・FM〉）
- 星が輝く夜に - 별이 빛나는 밤에 （1980年頃、MBCラジオ）
- 若さの音楽キャンプ - 젊음의 음악캠프 （1987年 - 不詳、MBC-FM）
- ポップス・トゥナイト - 팝스 투나잇 （1988年 - 1989年、MBC-FM）
- イ・スマンと共に - 젊음의 음악캠프 이수만과 함께 （1989年 - 1990年、MBC-FM）

### CM
- ロッテ製菓 ロッテガム（放映時期不詳）[45][46] - 「イブガム」「ライラック」「クールミント」。
- ロッテ七星飲料 デルモンテ・タボンジュース（1990年代初頭）[47][48] - トロット歌手のチェ・ジニと共演。
- 現代自動車 アクセント（1994年）[49] - 馬三トリオでの出演。

### ドキュメンタリー
- SBSスペシャル「アジアショービジネス三国志、李秀満のCT（Culture Technology）論と韓流の未来」 （2006年3月12日、SBS)
- イギリスBBC「韓流・K-POPドキュメンタリー」インタビュー取材（2019年10月28日、イギリスBBC）

### 講演
- ’成功経済フォーラム’より「CULTURE UNIVERSEとK-POPの未来」について基調演説（2020年１月）
- ’第一回世界文化産業フォーラム(WCIF)’より韓国文化業界の代表として基調演説（2020年10月28日）
- 韓国科学技術院KAISTで「KAISTとSMが共にする未来のエンターテインメントの世界」をテーマに特別講演（2021年6月23日）[50]
- ’第二回世界文化産業フォーラム(WCIF)’より韓国文化業界の代表として基調演説（2021年7月1日）
- ‘Google for Korea‘より「K-POPの成長と未来」をテーマにK-POP産業とプロシューマの新しい跳躍について基調演説(2021年9月15日)
- パブリック・ブロックチェーン・プラットフォームSolana財団が開催した‘Breakpoint 2021’より「NFTとプロシューマ経済が開いていくエンターテインメントのNEXT LEVEL」というタイトルで基調演説（2021年11月9日）
- KAIST(韓国科学技術院)の COMPUTER SCIENCE学部教授として任命(2022年3月1日〜)
- ドバイ「Binance Blockchain Week」にてキーノートスピーカーとして基調演説（2022年3月28日）[51]
- 米スタンフォード大学 ’ 韓国学カンファレンス’にて「K-POPの未来ビジョン」について基調演説（2022年5月20日）
- ’第三回世界文化産業フォーラム’にて「メタバース時代を拓く新しいビジョン：メタバーシャル･オリジンストーリー」をテーマに基調演説（2022年7月7日）
- 韓国国土交通部開催のグローバルインフラ協力カンファレンス(Global Infra Cooperation Conference, GICC) にて「K-建設の未来」をテーマに演説（2022年8月30日）
- 第22回世界旅行ツーリズム協議会(WTTC)グローバルサミットにて「メタバース時代の旅行」をテーマに基調演説（2022年11月30日）
- SMサステナビリティフォーラム（SM Sustainability Forum）にて「ヒューマニティ＆サステナビリティ」をテーマに基調演説（2023年1月1日）[52][53]

### 寄稿
- イギリス ヴィクトリア&アルバート博物館「韓流！The Korean Wave」展示関連エッセイブックへ特別寄稿（2022年10月6日）

## 受賞
- 1976年 
  - MBC 10代歌手 男性新人賞
- 1977年 
  - MBC 10代歌手賞
- 1997年
  - SBS歌謡大賞 最高企画者賞
- 1998年 
  - SBS歌謡大賞 最高企画者賞
- 2002年
  - 大韓民国文化コンテンツ輸出大賞 - 音楽部門
- 2003年
  - 大韓民国文化コンテンツ輸出大賞 - 音楽部門
- 2004年 
  - SBS歌謡大典 今年のプロデューサー賞
- 2005年 
  - 6月13日 LA広報大使 功労牌
  - 7月18日 時事週刊誌「時事ジャーナル」 エンターテインメント産業を動かす最も影響力のある人物1位
  - 10月30日 中国東南勁爆音楽榜 最高海外制作人賞
  - 11月1日 12回 大韓民国芸能芸術賞 芸能芸術発展賞
- 2007年 
  - 9月1日 Money Today STAR NEWS創刊3周年アンケート調査 2007芸能界パワーNo.1
  - 10月19日 国際経営学会主催「グローバルCEO賞受賞企業事例発表及び授賞式」 グローバルフロンティア賞
- 2008年 
  - 12月10日 第23回 ゴールデンディスク賞 制作者賞
- 2009年
  - 6月23日 Chateau Mouton-Rothschild 騎士爵位授与
- 2011年
  - 2月28日 第2回 大韓民国 ソウル文化芸術大賞 大衆歌謡プロデューサー大賞
  - 4月 大衆音楽専門誌「大衆音楽サウンド」が選んだ 韓国大衆音楽パワー100 1位
  - 8月17日 第13回 経営関連学会 統合学術大会 第1回 強小企業家賞
  - 11月21日 第2回 大韓民国 大衆文化芸術賞 銀冠文化勲章
  - 11月22日 第6回 韓-EU 産業協力の日 「韓-EU協力賞」
  - 12月4日 第1回 韓国音楽著作権大賞 レコード制作者賞
  - 12月8日 第11回 誇らしい韓国人大賞 国威宣揚部門
  - 12月26日 The Herald Business 選定 大衆文化パワーリーダー1位
- 2012年
  - 2月22日 第1回 GAON CHART K-POP AWARD K-POP貢献賞
  - 6月4日 アメリカニューヨーク 「Korea Society」 55周年記念晩餐 文化賞
- 2014年
  - 5月27日 オリコン・プロデューサー・ランキング3年連続トップ10入り
- 2015年
  - 12月28日 2015 The Herald Business  大衆文化パワーリーダー1位
- 2016年
  - 4月9日 第16回 音楽風雲榜年度盛展 アジア最高プロデューサー賞
  - 9月13日 韓国人初 Asia Society主管Asia Game Changer賞
  - 10月7日 2016 edaily文化パワー 今年の文化リーダー1位
- 2017年
  - 11月 アメリカVariety選定「世界で最も影響力のあるビジネスリーダー」
  - 12月6日 2017 Kotler Awards 最高経営者賞
- 2018年
  - 3月22日 Sports Donga 創刊10周年記念選定 韓国芸能界を動かすパワーピープル1位
  - 6月 アメリカVariety選定 International Music Leaders 2018
  - 6月28日 2018韓中経営大賞 最高経営者賞
  - 10月 2018リーダーシップ発揮できる経営人4位
  - 10月 国家経済発展に寄与する経営人6位
  - 10月 大学生が考える最高のCEO10位
- 2019年
  - 5月 アメリカVariety選定 International Music Leaders 2019
- 2020年
  - 1月17日 アメリカVariety選定「Variety500」
  - 1月23日 米Billboard「The 2020 Billboard Impact List」　
  - 12月9日 韓国経済新聞社選定 創業経営人部門「茶山経営賞」受賞
  - 12月29日 アメリカVariety選定「Variety500」
- 2021年
  - 12月22日 アメリカVariety選定「Variety500」(韓国人としては初めて5年連続選定)